# Gotthard-Pullman-Express
Der Gotthard-Pullman-Express war ein Luxuszug, der von 1927 bis 1930 zwischen Basel und Mailand verkehrte, mit einem Flügelzug von Zürich. 1930 wurde der Ausgangspunkt nach Paris verlegt.

## Geschichte

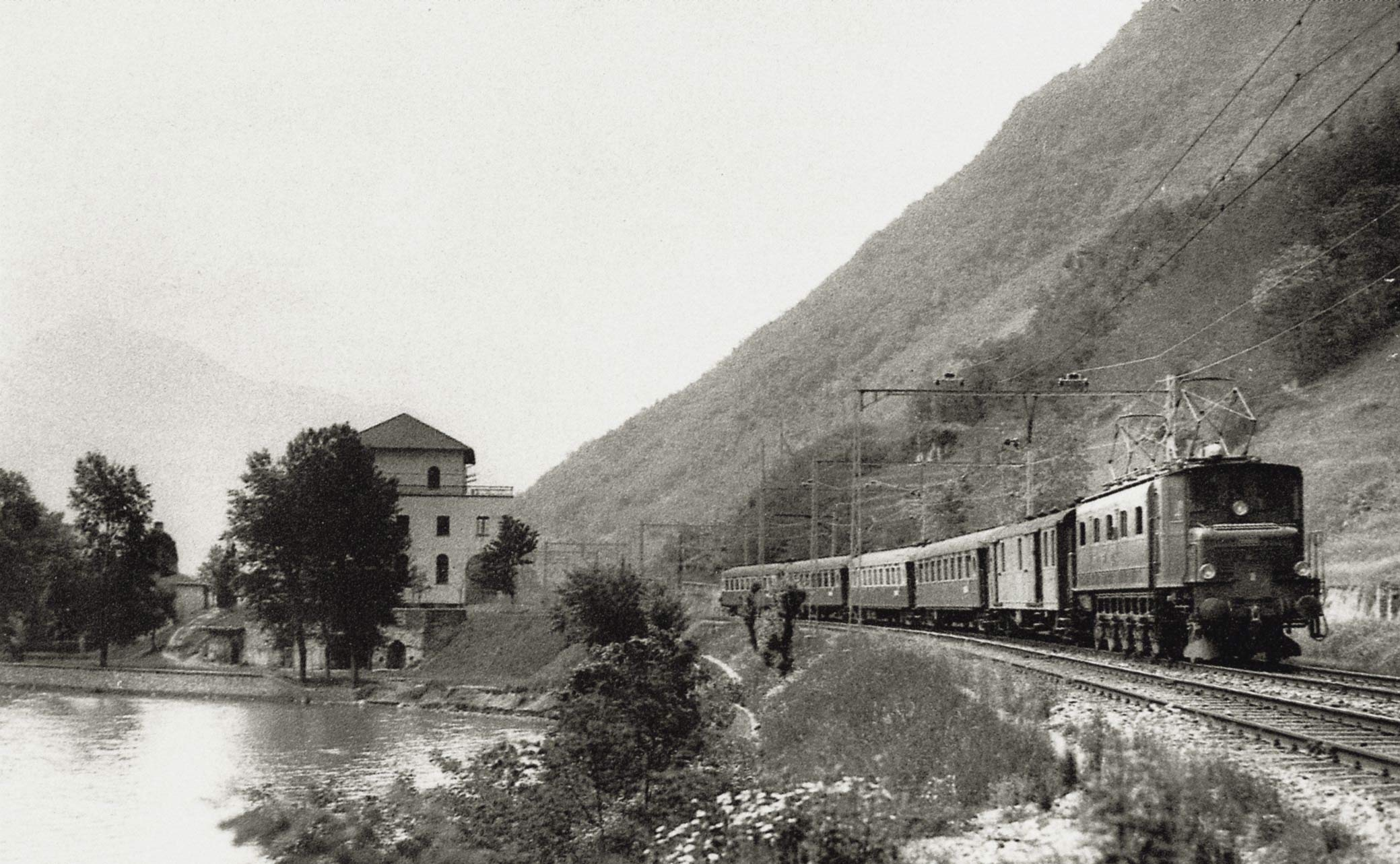
Gotthard-Pullman-Express bei Melide im Tessin

In Fortsetzung der Tradition der Gotthardbahn-Gesellschaft (GB) wollten die Schweizerischen Bundesbahnen (SBB) in Zusammenarbeit mit der Compagnie Internationale des Wagons-Lits (CIWL) den gut betuchten Fahrgästen wieder eine luxuriöse Tagesverbindung zwischen Basel und Mailand anbieten. Der Zug führte ausschließlich Pullmanwagen 1. und 2. Klasse
Am Anfang verkehrte der Zug nur während der Touristensaison jeweils vom 1. September bis zum 15. November und vom 15. März bis zum 15. Juni. Die Verbindung begann am Morgen um 7 Uhr in Basel, nahm in Arth-Goldau den Flügelzug aus Zürich auf und erreichte Mailand um 14 Uhr. Ab 16 Uhr wurde die Rückreise angetreten, sodass der Zug kurz vor 23 Uhr in Basel eintraf.
Ab dem 15. Mai 1930 verkehrte der Zug ganzjährig in veränderte Fahrplanlage mit Abfahrt in Basel nach 14 Uhr und Ankunft in Mailand vor 21 Uhr. In umgekehrter Richtung begann der Zug in Mailand um 9 Uhr und erreichte Basel vor 16 Uhr. Während der Hauptreisezeit in den Sommermonaten wurde der Zug ab Paris statt ab Basel geführt. Dem Zug von Paris wurde ein Flügelzug über Belfort–Delle–Bern nach Interlaken mitgegeben. Diesen Zuglauf bezeichnete die CIWL als Gotthard-Oberland-Pullman-Express, weil der Zug die Tourismusregion Berner Oberland erschloss.
1931 wurde der Zug aufgrund der durch die Weltwirtschaftskrise ausbleibenden Kundschaft eingestellt.

## Fahrzeuge
Der Zug bestand aus zwei Halbzügen, die je aus einem dreiachsigen Gepäckwagen, einem Pullmanwagen 1. Klasse und einem Pullmanwagen 2. Klasse mit Küche bestanden. Wegen der Fahrrichtungswechsel im Luzern führte der Halbzug aus Basel noch einen zweiten vierachsigen Gepäckwagen am Ende des Zuges mit.  Die Pullmanwagen wurden von der CIWL gestellt, die Gepäckwagen waren von den SBB (der vierachsiger Gepäckwagen von der BLS übernommen). Die Halbzüge wurden im Bahnhof Arth-Goldau vereinigt. Dabei wurden der Zürcher dreiachsige Gepäckwagen weggestellt (der aus Basel war schon in Luzern abgehängt worden) und der Zug lief in dieser Formation bis Mailand durch.

### Lokomotiven
In der Schweiz waren bei Einführung des Zuges bereits alle Hauptbahnen elektrifiziert. Auf den nördlichen Zulaufstrecken Basel–Luzern und Zürich–Arth-Goldau kamen Ae 3/6 I und  Ae 3/6 II zum Einsatz. Ab Luzern wurde dem Zug eine Be 4/6, ab 1930 eine Ae 4/7 mit Nutzbremse vorgespannt, die bis Chiasso durchlief. Von dort übernahm eine italienische Dampflokomotive der Baureihe 680 den Zug bis Mailand.